# Małachowo (województwo mazowieckie)
Małachowo – wieś sołecka w Polsce położona w województwie mazowieckim, w powiecie płockim, w gminie Drobin.
| SIMC    | Nazwa           | Rodzaj    |
| ------- | --------------- | --------- |
| 0563424 | Małachowo Dolne | część wsi |
| 0563430 | Małachowo Górne | część wsi |

Wieś prywatna Królestwa Kongresowego, położona była w 1827 roku w powiecie płockim, obwodzie płockim województwa płockiego. W latach 1975–1998 miejscowość administracyjnie należała do województwa płockiego.